# Uchumayo
Uchumayo est une ville péruvienne de la région d'Arequipa dans la province d'Arequipa. Il s'agit de la capitale du district d'Uchumayo.